# Tetragnatha oubatchensis
Tetragnatha oubatchensis là một loài nhện trong họ Tetragnathidae.
Loài này thuộc chi Tetragnatha. Tetragnatha oubatchensis được miêu tả năm 1924 bởi Berland.